# Ulster Army Council
L'Ulster Army Council (en català, Consell de l'Exèrcit de l'Ulster) era una organització nord-irlandesa lleialista fundada el 1973, que controlava diversos grups paramilitars : l'Ulster Defence Association, els Orange Volunteers, el Down Orange Welfare, l'Ulster Special Constabulary Association, l'Ulster Volunteer Service Corps, i els Red Hand Commandos. El 1974 va ser reemplaçada per l'Ulster Loyalist Central Co-ordinating Committee.